# Nicole Johänntgen

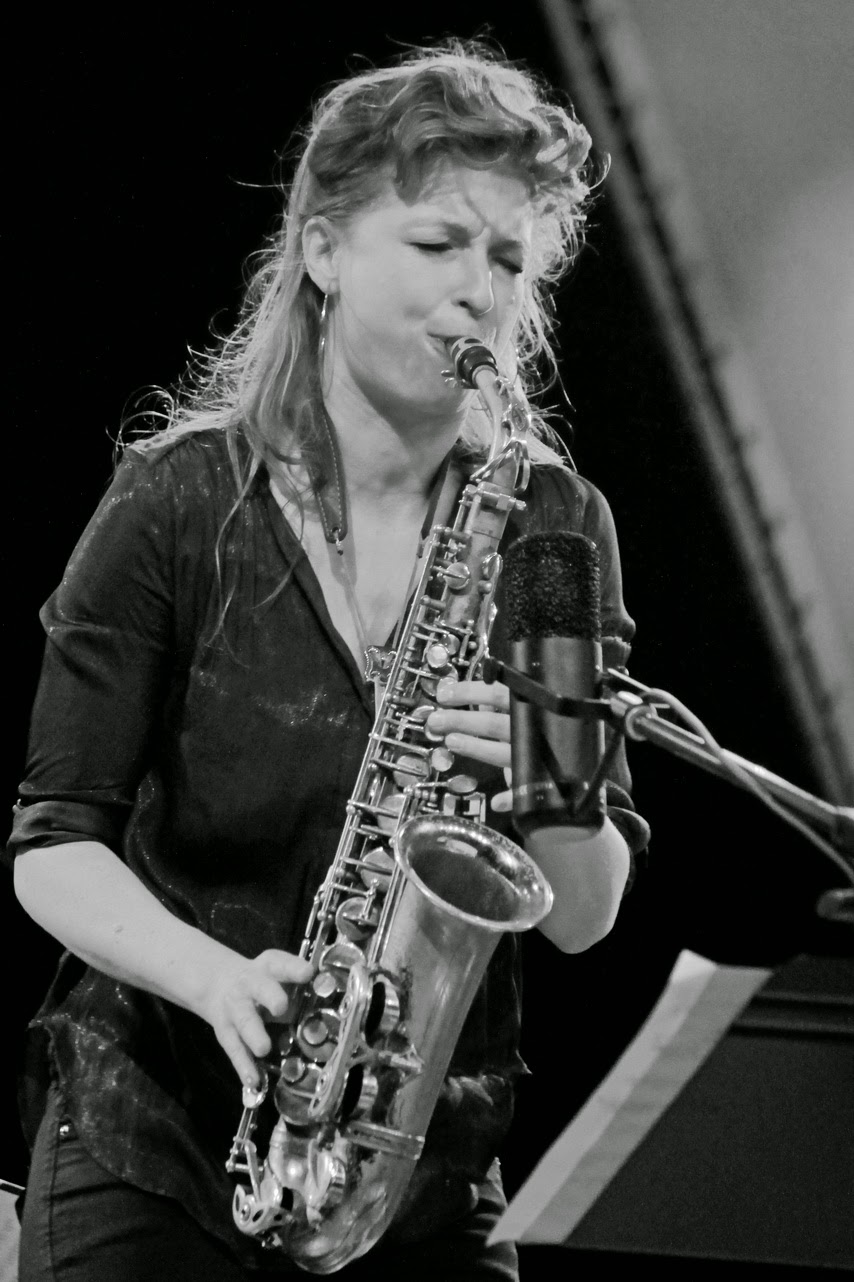
Nicole Jo 2015 beim St. Ingberter Jazzfestival

Nicole Johänntgen (* 4. September 1981 in Fischbach-Camphausen) ist eine deutsche Jazzmusikerin (Alt- und Sopransaxophon) und Komponistin.

## Leben und Wirken
Johänntgen stammt aus einer musikalischen Familie und begann bereits mit fünf Jahren mit der musikalischen Früherziehung an der Musikschule Sulzbach/Fischbachtal; mit sechs Jahren begann sie mit dem klassischen Klavierspiel, mit zwölf Jahren wechselte sie zum Altsaxophon und wurde durch Candy Dulfer beeinflusst. Bereits nach einem Unterrichtsjahr wirkte sie in der Tanzband ihres Vaters mit. Auch spielte sie in Jazz-Combos sowie im Jugendjazzorchester des Saarlandes. Sie studierte bis 2005 bei Jürgen Seefelder an der Staatlichen Hochschule für Musik Mannheim, wo sie anschließend bis 2006 ein Aufbaustudium in Komposition und Arrangement absolvierte. Daneben erhielt sie Unterricht beim Gastdozenten Phil Woods.
Bereits 1998 gründete sie mit ihrem Bruder Stefan Johänntgen (Keyboards), Christian Konrad (Bass) und Elmar Federkeil (Schlagzeug) die Band Nicole Jo. needs 2B funky, die bereits im März 1999 ein erstes Album vorlegte. Vor der Aufnahme ihrer 5. CD Go on wurde Christian Konrad am Bass durch Phillip Rehm ersetzt. Da sich ihre Musik neben dem Funk immer mehr auch anderen Einflüssen öffnete, benannte sich die Band zudem in Nicole Jo um. Mit ihr tourt Johänntgen regelmäßig in Deutschland, Italien und der Schweiz und legte bisher sechs CDs vor. Das letzte Album Colours erschien im November 2014. Weiterhin war sie mit dem Frauentrio Minou, dem European Swinging Orchestra, Tritonus und den Sisters in Jazz unterwegs. Daneben spielt sie mit dem Trio von Rémi Panossian, das mit Frederik Köster zum Quintett erweitert wird. Mit der Gruppe Respect feat. Lars Danielsson trat sie 2011 beim Festival Women in Jazz in Halle auf. Von Juli 2011 bis September 2013 moderierte sie ihre erste eigene monatliche Radio-Sendung Die rote Sieben bei Radio LoRa. Seit dem Sommer 2014 tritt sie regelmäßig mit dem Schweizer Gitarristen und Singer/Songwriter Peter Finc auf. 2015 traf sie auf dem Ystad Jazz Festival auf Izabella Effenberg, Naoko Sakata, Ellen Andrea Wang und weitere Musikerinnen, mit denen sie die Sisters in Jazz bildete. 
Während ihres Stipendiumaufenthalts 2016 in New York machte Johänntgen einen Abstecher nach New Orleans, wo sie zusammen mit drei jungen amerikanischen Jazzmusikern im Quartett Henry modernen New Orleans Jazz einspielte; 2021 veröffentlichte sie das dritte Album mit dieser Gruppe.
Neben ihrem Kompositionsschaffen und ihren Konzertreisen initiierte Johänntgen das Projekt S.O.F.I.A. (Support of Female Improvising Artists). In diesem Projekt geht es um die Weiterbildung und Förderung junger europäischer Musikerinnen, weniger um musikalische Inhalte an sich, als um die Vernetzung innerhalb der Musikindustrie (Musikern, Veranstaltern, Buchungsagenturen, Plattenlabels usw.) und dem weiten Feld der Selbstvermarktung. Mit S.O.F.I.A. präsentierte sie beim Ystad Jazz Festival interessante Konstellationen, etwa 2017 mit Julie Campiche an der Harfe und Anne Niepold am Akkordeon.
Im Jahr 2018 gründete Johänntgen ihr eigenes Musiclabel Selmabird Records, unter dem sie ihre weiteren Alben veröffentlicht.
Nicole Johänntgen lebt seit 2005 in ihrer Wahlheimat Zürich.

## Preise und Auszeichnungen
Nicole Johänntgen wurde vom Saarländischen Rundfunk und der Sparkassen-Finanzgruppe Saar mit einem Förderpreis ausgezeichnet. 2003 gewann sie in Berlin in der Kategorie „Jazz/Professional“ den Yamaha Sax Contest, sowie 2006 in Fribourg den Concours de jeunes solistes de Jazz. 2011 war sie Gewinnerin des Wettbewerbs für Jazzsolisten in Monaco. 2015 erhielt sie den JTI Trier Jazz Award. Mit dem nur alle zwei Jahre verliehenen Kunstpreis des Saarlandes wurde sie 2022 für hervorragende künstlerische Leistungen gewürdigt – als erste Frau überhaupt im Bereich der Musik. Ebenfalls als erste Frau erhielt sie 2023 den Lichtenburgpreis des Musikantenlandes.

## Diskographische Hinweise
- Colours (2014, mit Stefan Johänntgen, Phillip Rehm und Elmar Federkeil)
- Moncaup (2015, mit Marc Méan, Thomas Lähns, Bodek Janke sowie Nehad El Sayed, Amro Mostafa, Robertson Head)
- Henry (2016, mit Jon Ramm, Steven Glenn und Paul Thibodeaux)
- 20 (2018, mit Stefan Johänntgen, Phillip Rehm und Elmar Federkeil)
- Henry II (Selmabird Records, 2018)
- Cæcilie Norby, Rita Marcotulli, Nicole Johänntgen, Hildegunn Øiseth, Dorota Piotrowska, Lisa Wulff: Sisters in Jazz (ACT 2019, sowie Marilyn Mazur)
- Solo (Selmabird Records, 2019)
- Henry III (Selmabird Records, 2021)
- Solo II (Selmabird Records, 2022)
- Labyrinth (Selmabird Records, 2023)